# Hohenbuehelia pinacearum
Hohenbuehelia pinacearum är en svampart som beskrevs av Thorn 1986. Hohenbuehelia pinacearum ingår i släktet Hohenbuehelia och familjen musslingar.  Arten är reproducerande i Sverige. Inga underarter finns listade i Catalogue of Life.